# Laurence Olivier
Sir Laurence Kerr Olivier, Nam tước Olivier, OM (ˈlɒrəns əˈlɪvieɪ) sinh ngày 22 tháng 5 năm 1907 – 11 tháng 7 năm 1989) là một nam diễn viên, đạo diễn người Anh. Ông là một trong những diễn viên nổi tiếng và được ngưỡng mộ nhất thế kỉ XX. Olivier đã thể hiện một khối lượng các vai diễn rất phong phú trên sân khấu và trên màn ảnh, từ những bi kịch Hy Lạp cổ, Shakespeare và những hài kịch thời Phục Hưng cho đến sân khấu kịch Anh Mĩ hiện đại. Ông là đạo diễn nghệ thuật đầu tiên của Nhà hát quốc gia Vương quốc Anh và sân khấu chính của nhà hát được đặt theo tên ông để tưởng nhớ.
Ông cũng được xem như một trong những diễn viên vĩ đại nhất thế kỉ XX, cùng với David Garrick, Richard Burbage, Edmund Kean và Henry Irving. AMPAS đã dành cho Olivier 14 đề cử Giải Oscar (ông giành được một giải cho vai nam chính xuất sắc nhất và một giải cho phim hay nhất nhờ phim Hamlet năm 1948, và hai giải Oscar danh dự có tượng vàng và chứng chỉ. Ông cũng được trao 5 giải Emmy trong 9 đề cử nhận được cùng 3 giải Quả cầu vàng và giải BAFTA.
Năm 1947, Olivier được Hoàng gia Anh phong tước Hiệp sĩ tại điện Buckingham.
Năm 1999, Viện phim Mỹ đã vinh danh Olivier trong số 100 ngôi sao điện ảnh vĩ đại nhất mọi thời đại, vị trí thứ 14.